# 장대를 잡은 여자
"장대를 잡은 여자"는 1984년에 개봉한 대한민국의 영화이다.

## 캐스팅
- 홍정민
- 김영애
- 나영희
- 박원숙
- 장기용
- 임대일
- 김진선
- 김지영